# Opera Mobile
Opera Mobile — версия веб-браузера Opera компании Opera Software, адаптированная для смартфонов и КПК. Первая версия Opera Mobile вышла в 2000 году для Psion Series 7 и netBook. Сегодня Opera Mobile предназначена для устройств, работающих на операционных системах Windows Mobile, S60, EZX Linux, Maemo, Android.
Пользователь может использовать Opera Mobile бесплатно. Устройства, которые используют операционную систему UIQ 3 (Sony Ericsson P990, Motorola RIZR Z8), поставлялись с заранее установленной Opera Mobile. Существует более ограниченная версия — Opera Mini.

## История

### До версий 8.x
Первая версия браузера Opera Mobile была выпущена 3 апреля 2000 года и имела порядковый номер 3.6. Браузер работал на устройствах Psion Series 7 и netBook. Поддерживались такие веб-технологии, как Javascript 1.1, CSS 1, 128-битное SSL-шифрование версии 2 & 3 и TLS 1.0. Также браузер работал с вкладками.
29 мая 2001 года между Opera Software и Nokia было заключено соглашение, в результате которого Opera Software разработает для коммуникатора Nokia 9210 на Symbian OS браузер Opera Mobile 5, который будет поддерживать технологии CSS 2, XML, HTML 4.01, HTTP 1.1, JavaScript 1.4 и будет работать с FTP. 5 ноября того же года стало известно, что браузер Opera Mobile 5 будет использоваться на устройствах Zaurus SL-5000D под операционной системой Linux. 23 апреля 2002 года браузер Opera Mobile 5.14 был выпущен для устройств Psion Series 5mx, Psion Revo и Oregon Osaris.
11 февраля 2003 года был выпущен браузер для Sony Ericsson P800 с поддержкой технологии Small-Screen Rendering. При использовании технологии содержимое веб-страниц выравнивается по ширине экрана мобильного устройства без необходимости горизонтальной прокрутки страницы.
С выходом версии 6.0 в 2003 году появилась поддержка смартфонов Nokia Series 60. Обновление для Sony Ericsson P800 версии 6.2 было выпущено 25 сентября 2003 года. Была обновлена технология Small-Screen Rendering, появился полноэкранный режим просмотра веб-страниц и функция масштабирование. В версии 6.1 для Symbian OS, выпущенной 27 октября 2003 года, был немного изменён пользовательский интерфейс и усовершенствовано управление, оптимизирована производительность, улучшено отображение страниц. Появилась возможность использования прокси-серверов, локализация на 7 языках.
22 декабря 2004 года состоялся выпуск технического превью Opera Mobile 7.6 для смартфонов, использующих операционную систему Windows Mobile 2003.
14 февраля 2005 года компанией Opera Software совместно с Freedom Media AS был выпущен первый мобильный виджет «Freedom». Виджет использовал технологию AJAX и был создан с использованием Opera Platform SDK. С помощью виджета можно было, например, прочитать новости и проверить курс валют.

### Версии 8.x
20 июня 2005 года — была выпущена финальная версия Opera Mobile 8. Браузер поддерживал все современные веб-стандарты, включая CSS 2, DOM 2 и JavaScript.
13 июля 2005 года состоялся выпуск Opera Mobile 8.0 для устройств Symbian S60. DHTML, технология сжатия трафика на телефонах (на 50-90 %) и значительно улучшена совместимость с некоторыми веб-стандартами.
14 октября 2005 года Opera Software выпустила Opera Mobile 8.5 для S60 смартфонов. В браузере появился менеджер паролей, возможность установки собственных сочетаний клавиш. 14 ноября 2005 года была выпущена Opera Mobile 8.5. В этой версии стало возможным сохранять пароли и управлять формами автозаполнения, появилось несколько новых локализаций, улучшена стабильность и появился зумминг страниц.
Выпуск версии 8.6 состоялся 4 мая 2006 года. В ней появилась поддержка Symbian OS 9 и S60 3rd Edition. Были добавлены такие функции как масштабируемость векторной графики, автозавершение адресов в адресной строке, чтение RSS-лент, более плавная прокрутка, новое графическое оформление. Opera Mobile 8.6 является первым мобильным браузером, который прошёл тест соответствия веб-стандартам Acid 2. 1 сентября 2006 года была выпущена версия 8.65, в которой была улучшена стартовая страница и элементы интерфейса были уменьшены в пользу широкого обзора веб-страниц.

### Версии 9.x
О скором выходе Opera Mobile 9.0 было объявлено в феврале 2007 года на официальном сайте. Позже выяснилось, что выпуск Opera Mobile 9.0 не состоялся из-за желания разработчиков использовать на момент создания новой версии браузера современный движок Presto, используемый также и версией браузера Opera для ПК, тем самым сопоставить версии Opera Mobile и Opera Desktop.
5 февраля 2008 года было объявлено о работе над Opera Mobile 9.5 и о том, что эта версия будет поддерживать операционную систему Symbian, но дата выхода стабильной версии оставалась неизвестной.
После многочисленных переносов релиз Opera Mobile 9.5 beta состоялся 17 июля 2008 года. Браузер использовал движок Presto 2.1. Эта и последующие бета-версии распространялись бесплатно. Был обновлён интерфейс. После этого последовали выпуски браузера, исправляющие недоработки и ошибки: 29 июля 2009 года Opera Mobile 9.5 beta 1, 20 октября 2009 года Opera Mobile 9.5 beta 2 с немного обновлённым интерфейсом, менеджером виджетов и версией браузера для Symbian UIQ. 20 февраля была добавлена поддержка Google Gears.
5 марта 2009 года появилась специальная версия Opera Mobile 9.5 beta 2 для Symbian UIQ, включающая в себя технологию Opera Fingertouch. C Opera Fingertouch навигация оптимизирована для использования пальцев (освобождает от стилуса). Технология обеспечивает визуальную обратную связь при переходе по ссылке и облегчает работу пользователю, когда необходимые элементы находятся в непосредственной близости или имеют малый размер.
8 июня 2009 года состоялся выпуск Opera Mobile 9.7 beta. Была ускорена отрисовка страниц. Движок Presto обновился до версии 2.2.1 (Acid3 тест 100/100). Появилась функция сжатия данных Opera Turbo. Благодаря аппаратному ускорению OpenGL ES страницы стали прокручиваться плавнее. Браузер тратит меньше ресурсов мобильного устройства, страницы загружаются быстрее (примерно на 25 % по сравнению с предыдущей версией), улучшена производительность и обратная связь (feedback) при переходе по ссылкам. Исчезла проблема установки браузера на карту памяти. Менеджер виджетов устанавливается отдельно и является независимым от браузера приложением. Также вместе с браузером бесплатно распространяется пакет для разработчиков виджетов Opera Widgets SDK.

### Версии 10.x
3 ноября 2009 года Opera Software выпустила Opera Mobile 10 beta для устройств, работающих под управлением операционной системы Symbian 60. Основным отличием от Opera Mobile 9.7 для ОС Windows Mobile является интерфейс, почти ничем не отличимый от используемого в Opera Mini 5 beta. Скорость работы новой версии вдвое выше, чем у 8.65. Новая версия использует обновлённый движок Presto 2.4.13. 12 ноября вышло обновление Opera Mobile 10 beta для Symbian 60. Была добавлена поддержка азиатских языков, RTSP, уменьшена частота появления сообщений об ошибке при недостатке оперативной памяти. 18 ноября появилась сборка браузера Opera Mobile 10 beta для Windows Mobile абсолютно аналогичная по функциональности, вышедшей за неделю до неё для Symbian. 2 декабря 2009 года выпущен браузер Opera Mobile 10 beta 2. В браузер была добавлена функция синхронизации данных Opera Link, менеджер закачек, возможность управления встроенными поисковыми системами. 12 февраля 2010 года появилась сборка Opera Mobile 10 beta 3. Была добавлена поддержка ОС Windows Mobile 6 Standard и Windows Mobile 5.0 for Smartphone. Для устройств WM 6 с сенсорным экраном появилась возможность использовать Flash Lite 3.1.
16 марта 2010 года вышел браузер Opera Mobile 10.
11 мая 2010 года была выпущена «лабораторная» пре-альфа версия Opera Mobile 10 для платформы Maemo. Браузер включал в себя обновлённый движок Presto с поддержкой движка JavaScript Carakan и графической библиотеки Vega. Браузер поддерживает устройства Nokia N800/N810/N900.
15 июля 2010 года вышла тестовая сборка Opera Mobile 10.1 для платформы S60. Бета-версия включала в себя обновлённый движок Presto и новые возможности: геолокация, новый движок обработки JavaScript, и новый движок обработки векторных изображений Vega. Так же 9 ноября 2010 года была выпущена бета-версия Opera 10.1 для Android. Она имела аналогичные изменения с версией для S60, но также это была первая версия, получившая поддержку мультитач.

### Версии 11.x и 12.x
23 марта 2011 года вышла 11 версия браузера для платформ Android, S60, MeeGo и Windows. Для Windows Mobile компанией Opera было принято решение прекратить разработку браузера.
22 декабря разработчики из Opera Software подтвердили через свой официальный Twitter блог информацию о том, что они ведут разработку мобильного браузера Opera Mobile для Bada, но пока не могут сказать, когда точно выйдет браузер.
В феврале 2012 года вышла новая версия этого браузера — Opera Mobile 12. Внешне изменилась только Экспресс-панель. Теперь на ней обозначен только один знак «+» (добавить закладку) вместо девяти минус количество уже имеющихся закладок ранее; можно создавать бесконечное (точно более 100) количество закладок на Экспресс-панели. Устранены многие проблемы, браузер работает немного быстрее. На данный момент браузер не обновляется, и вместо него компания разрабатывает Opera Browser. Среди изменений следует отметить кардинально переработанный интерфейс и замену движка на Chromium.

### Opera Browser
В июле 2013 года Opera Software выпустила Opera Mobile 15 для Android на базе Chromium. В этой версии был значительно изменен интерфейс, некоторые функции, такие как закладки, были удалены. В то же время была добавлена функция Discover на Экспресс-панели.
В сентябре 2013 года Opera Software выпустила Opera Mobile 16 для Android с обновленным движком Chromium и некоторыми улучшениями производительности.

## Возможности
- Small-Screen Rendering,
- Широкий спектр поддержки современных веб-стандартов,
- Многостраничный интерфейс,
- Технология сжатия трафика Opera Turbo,
- Менеджер паролей и закачек,
- Speed Dial (Экспресс-панель),
- Сохранение страниц для последующего просмотра в offline,[40]
- Синхронизация данных с Opera Link,
- Поиск в сети Интернет, поиск внутри страницы,
- Виртуальная клавиатура для устройств с сенсорным экраном (зависит от платформы),
- Блокировка всплывающих окон,
- Частичная поддержка Adobe Flash на устройствах Windows Mobile и Android, также поддержка .svg на некоторых платформах.

## Награды
- Smartphone and PocketPC Magazine «Best mobile browser for both Windows-based Pocket PC and Smartphones» 2007[41]
- Mobile Gala «Best program for mobile phones» 2004[42]
- Mobile Gala «Best program for handheld computers» 2004[42]
- Tietokone magazine «Best Software Product of the Year» 2003[42]